# Кучеренко Сергій Віталійович
Сергі́й Віта́лійович Кучере́нко — майор Збройних сил України.
Заступник командира частини, 13-й батальйон. Прикриваючи відхід особового складу з блокпоста 1302, зазнав вогнепального наскрізного поранення грудної клітини.

## Нагороди
За особисту мужність і героїзм, виявлені у захисті державного суверенітету та територіальної цілісності України, вірність військовій присязі під час російсько-української війни нагороджений
- орденом Богдана Хмельницького III ступеня.